# 福建京劇院
福建京劇院，直屬中國福建省人民政府文化廳的大型公營京劇院團，院址在福州，2006年10月1日以前叫做福建京劇團。現任院領導是黨委書記陳新華和院長兼副書記劉作玉。劇院擁有多位正高級職稱演員和創作人員：一级导演劉作玉；一级演员田磊、孫勁梅；一级演奏员王永琦等。
前身是1948年中国人民解放军第三野战军10兵團政治部京劇團，1949年有原為民營的李盛斌京劇團加盟進來，1953年改為省人民政府領導的福建省京劇團。
創排的新編神話題材古裝京劇《真假美猴王》在1983年拍成彩色京劇電影。其他新創劇目還有京劇現代戲《雷鋒之歌》、《走過十五歲》；古裝戲《北風緊》等。《北風緊》得到中共中央宣傳部第11屆5個1工程獎和第5屆中國京劇藝術節金獎（1等獎），主演田磊獲得第24屆中國戲劇梅花獎。
2009年8月10日應台灣國立國光劇團邀請，在台北市木柵區國光劇場和高雄市國立高雄師範大學海外公演。 2010年,《北风紧》获第九届中国艺术节“文华大奖特别奖”。2011年，新创剧目《大唐才女》获第6届中国京剧艺术节银奖（2等奖）。2013年，《大唐才女》主演孙劲梅获得第26届＂中国戏剧梅花奖＂。